# Diaphus hudsoni
Diaphus hudsoni är en fiskart som beskrevs av Zurbrigg och Scott, 1976. Diaphus hudsoni ingår i släktet Diaphus och familjen prickfiskar. Inga underarter finns listade i Catalogue of Life.